# Marcilhac (Avairon)
Marcilhac (en francès Marcillac-Vallon) és un municipi francès situat al departament de l'Avairon i a la regió d'Occitània.

## Demografia
| 1962                                       | 1968  | 1975  | 1982  | 1990  | 1999  | 2006  |
| ------------------------------------------ | ----- | ----- | ----- | ----- | ----- | ----- |
| 1.184                                      | 1.370 | 1.493 | 1.564 | 1.485 | 1.532 | 1.613 |
| Des de 1962: població sense dobles comptes |       |       |       |       |       |       |

## Administració
| Període | Identitat      | Partit        |
| ------- | -------------- | ------------- |
| 2001-   | Jacques Raynal | Divers droite |